# Kristine Stavås Skistadová
Kristine Stavås Skistadová, nepřechýleně Skistad, (* 8. února 1999) je norská běžkyně na lyžích.

## Sportovní kariéra
Poprvé na sebe výrazněji upozornila v necelých devatenácti letech na Mistrovství světa juniorů v klasickém lyžování 2018 v Gomsu, kde získala stříbro za vítěznou krajankou Tiril Udnes Wengovou. Krátce nato debutovala ve Světovém poháru v závodu ve sprintu v domácím Drammenu, ale nepostoupila z kvalifikace. 
V další sezóně již byla norskými médii označována jako sprinterská kometa, neboť při norském národním zahájení sezóny v Beitostølenu byla  ve sprintu druhá hned za norskou sprinterskou jedničkou Maiken Caspersenovou Fallaovou. Formu potvrdila vzápětí i při svém druhém startu ve Světovém poháru – v závodě v Lillehammeru, kde jako jediná Norka postoupila do finále a v souboji proti čtveřici Švédek obsadila páté místo (zvítězila Jonna Sundlingová), již tehdy prohlásila, že příště bude proti Švédkám silnější a předznamenala budoucí vzájemné souboje. Na Mistrovství světa juniorů 2019 v Lahti získala dvě zlaté medaile ve sprintu a ve štafetě a poté se účastnila i šampionátu dospělých v Seefeldu a rovněž tam měla medailové ambice. Ve sprintu postoupila do semifinále, v němž předvedla v cílové rovince obrovské zrychlení, ale když se dostávala na první místo před Stinu Nilssonovou a Maiken Caspersenovou Fallaovou, zapíchla si hůlku před lyži, upadla a o postup do finále přišla.
V dalších dvou sezónách však na tyto výsledky nenavázala, potýkala se s přetrénovaností a častými nemocemi. Vydařil se jí jen závod Světového poháru v Konnerudu na začátku března 2020, kdy si čtvrtým místem zlepšila kariérní maximum. Nebyla nominována ani na Mistrovství světa 2021 v Oberstdorfu. Proto se rozhodla odmítnout nabídku národního týmu na pokračovaní v reprezentaci a před olympijskou sezónou 2021/2022 se vrátila do mateřského klubu Konnerud. 
Při národním zahájení sezóny 2021/2022 se vítězstvím v závodu Norského poháru v Gålå dokázala nominovat na závody Světového poháru: v Lillehammeru nepostoupila ze čtvrtfinále, v Davosu skončila v kvalifikaci a v Drážďanech vyrovnala své kariérní maximum – čtvrté místo. Olympiády se nezúčastnila, po ní startovala již jen ve dvou závodech Světového poháru, ale v jednom neprošla kvalifikací a ve druhém jí zastavilo čtvrtfinále.
V listopadu 2024 podstoupila operaci žaludku a musela vynechat úvodní závody sezóny 2024/25.

## Výsledky

### Výsledky ve Světovém poháru
| Sezóna  | Věk | Sezónní výsledky | Sezónní výsledky | Sezónní výsledky | Sezónní výsledky | Výsledky na Ski Tour | Výsledky na Ski Tour | Výsledky na Ski Tour | Výsledky na Ski Tour |
| Sezóna  | Věk | Celkově          | Distance         | Sprinty          | U23              | Nordic Opening       | Tour de Ski          | WC Final             |                      |
| ------- | --- | ---------------- | ---------------- | ---------------- | ---------------- | -------------------- | -------------------- | -------------------- | -------------------- |
| 2017/18 | 19  | NC               | —                | NC               | NC               | —                    | —                    | —                    |                      |
| 2018/19 | 20  | 72.              | —                | 36.              | 13.              | DNF                  | —                    | —                    |                      |
| 2019/20 | 21  | 60.              | —                | 34.              | 11.              | —                    | —                    | —                    |                      |
| 2020/21 | 22  | 99.              | —                | 65.              | 23.              | —                    | —                    | —                    |                      |
| 2021/22 | 23  | 49.              | —                | 26.              | 3.               | —                    | —                    | —                    |                      |
| 2022/23 | 24  | 25.              | —                | 6.               | —                | —                    | —                    | —                    |                      |
| 2023/24 | 25  | 14.              | NC               | 2.               | —                | —                    | —                    | —                    |                      |

### Výsledky na MS
| Rok  | Věk | 10 km | 15 km skiatlon | 30 km hromadný start | Sprint | 4 × 5 km štafeta | Sprint dvojic |
| ---- | --- | ----- | -------------- | -------------------- | ------ | ---------------- | ------------- |
| 2019 | 20  | —     | —              | —                    | 11.    | —                | —             |
| 2023 | 24  | —     | —              | —                    | 5.     | —                | —             |